# B-Dienst
Der B-Dienst (kurz für Beobachtungsdienst), auch bezeichnet als xB-Dienst, X-B-Dienst oder χB-Dienst, war ein Generalreferat des Marinenachrichtendienstes (MND) der deutschen Kriegsmarine. Vor und während des Zweiten Weltkriegs befasste er sich mit dem Abhören und Aufzeichnen von gegnerischen Funksprüchen.
Zusätzlich gab es noch einen E-Dienst (Entzifferungsdienst), der die durch den B-Dienst abgehörten Nachrichten analysierte und zu brechen versuchte, sowie einen A-Dienst (Auswertungsdienst), der den Nachrichteninhalt auswertete, die daraus gewonnenen Erkenntnisse zusammenfasste und der Führung zur Verfügung stellte.

## Geschichte
Als Vorläuferorganisation hatte im Februar 1916 Kapitänleutnant Martin Braune mit einer geringen Zahl an Mitarbeitern in Neumünster die B- und E-Hauptstelle (Beobachtungs- und Entzifferungsdienst) der Kaiserlichen Marine errichtet, was später als Geburtsstunde der Marine-Funkaufklärung in Deutschland galt. Nach dem Ersten Weltkrieg wurde die Dienststelle aufgelöst.
Ende April 1919 nahm die neu gegründete B-Leitstelle der Reichsmarine die Arbeit wieder auf, erneut unter Leitung von Martin Braune. Je einem Haupt-B- und E-Sachbearbeiter standen sechs Hilfsarbeiter zur Seite. Durch Geldmangel und dem Ruhestand von Braune beeinflusst, stockte der Ausbau der B-Leitstelle. Bis Ende 1929 wurde die Leitstelle nur mitverwaltet und erst danach wieder mit einem hauptamtlichen Leiter besetzt. Die Mitarbeiterzahl wurde auf etwa zehn bis zwölf Personen erhöht. Die Leitstelle wurde nach Kiel verlegt und dort der Torpedo- und Mineninspektion unterstellt. Ende 1933 folgte die Rückverlegung nach Berlin zur Marineleitung und dort im Marinekommandoamt A zur Abteilung A III, der sogenannten Marine-Nachrichten-Abteilung. Die Funkaufklärung mit Aufgaben des B- und E-Dienstes wurde deren Dezernat A IIIb.
Der Name „B-Dienst“ stammt von Admiral Karl Dönitz, dem Befehlshaber der deutschen U-Boote (BdU) im Zweiten Weltkrieg. Neben der Marine hatten auch die anderen Wehrmachtteile und selbst Ämter, wie beispielsweise das Reichssicherheitshauptamt (RSHA), ihre eigenen, teilweise konkurrierenden, kryptanalytischen Dienste. So verfügte beispielsweise das Oberkommando der Wehrmacht (OKW) über eine Chiffrierabteilung, genannt „Chi“. Als Pendant zum B-Dienst auf britischer Seite kann der Y Service (deutsch „Y-Dienst“) beziehungsweise Bletchley Park angesehen werden.
Während der Zeit des Zweiten Weltkriegs war die Funkaufklärung der Marinenachrichtenauswertung (3/Skl) der Seekriegsleitung (Skl) eingegliedert, welche von Anfang bis Mitte 1940 durch Kapitän zur See Paul Wever geleitet wurde und danach bis zur Ausgliederung der Funkaufklärung im Juni 1941 durch Kapitän zur See Gottfried Krüger. Als Chefs der Funkaufklärung folgten im November 1941 Kapitän zur See Heinz Bonatz, und schließlich im Januar 1944 Kapitän zur See Max Kupfer. Letzterer hatte im Herbst 1943 als Abteilungsleiter des Nachrichtenübermittlungsdienstes (2/Skl) beim Marinenachrichtendienst (MND) Alfred Kranzfelder, Claus Graf von Stauffenberg und Fregattenkapitän Sydney Jessen getroffen und hatte ihnen seine Unterstützung zugesagt.
Als einer der wichtigsten Kryptoanalytiker des B-Dienstes gilt der als „alterfahren und energisch“ beschriebene Wilhelm Tranow, der bereits in den frühen 1920er-Jahren als einer der ersten Mitarbeiter in ziviler Funktion eingetreten war. Unter seiner Leitung glückte es dem B-Dienst bis 1943, die Überchiffrierung der alliierten Handelsschiffs-Funksprüche (Merchant Navy Code) zu entschlüsseln.
Zu Beginn des Krieges konnte durch den B-Dienst (mitsamt dem E-Dienst) die britische Naval Cypher No. 1 entziffert werden. Dies half der deutschen Führung bei der im April 1940 erfolgten Invasion Norwegens, da sie auf diese Weise Erkenntnisse über die Lagebeurteilung und die Pläne der britischen Admiralität erlangte. So konnte die Absicht der britischen Royal Navy frühzeitig aufgedeckt werden, den für die deutsche Kriegswirtschaft wichtigen Erz-Hafen von Narvik zu verminen. Dies konnte daher von deutscher Seite verhindert werden.
Auch während des Höhepunkts der kriegswichtigen Schlacht im Atlantik konnte die durch die Briten am 20. August 1940 eingeführte Naval Cypher No. 2 (deutscher Deckname „Köln“) zunächst teilweise, und ab Februar 1941 bis 1943 vollständig entziffert werden.
Besonders wichtig war der Bruch der Naval Cypher No. 3 (deutscher Deckname „Frankfurt“), die die Briten für ihre Atlantik-Konvois benutzten. Dies half dem Befehlshaber der U-Boote (BdU), Admiral Dönitz, die im Atlantik operierenden deutschen U-Boote gezielt auf die alliierten Geleitzüge anzusetzen. Aufgrund nachrichtendienstlicher Erkenntnisse aus entzifferten deutschen ENIGMA-Funksprüchen schöpften das britische Operational Intelligence Centre (OIC) schließlich Verdacht, gaben die Naval Cipher No. 3 auf und die Briten ersetzten den Code im Juni 1943 durch die Naval Cipher No. 5. Die Deutschen erkannten zwar diesen Wechsel des „Schlüssels Frankfurt“, konnten aber das neue Verfahren nicht mitlesen und waren damit von dieser wichtigen Nachrichtenquelle so gut wie abgeschnitten. In der Folge konnten die britischen Geleitzüge gezielt geleitet werden ohne deutsche U-Boote zu fürchten.
Mit den Luftangriffen auf Berlin 1943 wurden die Räume des B-Dienstes zerstört und eine Vielzahl von Unterlagen gingen verloren. Der B-Dienst zog nach Eberswalde, konnte aber seine Arbeit nicht wieder wie erforderlich aufnehmen. So lasen die Deutschen von 1944 an keinen einzigen britischen Hauptverkehr mehr mit. Der B-Dienst war „blind“ geworden. Ein nach dem Eintritt der Amerikaner entdeckter amerikanischer Maschinenschlüssel wurde aufgrund einer negativen Aufwandsschätzung nicht mehr weiter für eine Entschlüsselung vorgesehen, wodurch die fehlende Weiterentwicklung der Deutschen im Vergleich zu den anderen Geheimdiensten offenbart wurde.
Im Januar 1944, nachdem die Sicherheitsüberprüfung der Schlüsselmittel der Enigma dem B-Dienst übertragen worden war, wurde ein Mitarbeiter des B-Dienstes 6 Monate lang für diese Aufgabe abgestellt. Der Sachverständige, Leutnant zur See Hans-Joachim Frowein, unternahm den Versuch eines Angriffs auf die Schlüsselmittel der Enigma, war dabei erfolgreich und konnte im Juni 1944 eine Liste der verheerendsten Fehler im Gebrauch der Enigma vorlegen. Wären die alltäglichen Fehler bei der maschinellen Codierung, die Friedrich Bauer in einem Vortrag über Die Komödie der Irrungen im Wettstreit der Kryptologen außerordentlich anschaulich schildert, rechtzeitig in einer Dienstvorschrift an alle Funker verteilt worden, die sich der Tragweite ihrer Bedienfehler vermutlich nicht bewusst waren, dann hätte Bletchley Park spätestens mit der Umstellung auf den Funkschlüssel „M“ keine Erfolge mehr gehabt.
Der US-amerikanische Historiker David Kahn unterstrich die kriegsgeschichtliche Bedeutung des B-Dienstes, besonders der eingesetzten Mitarbeiter, und zitierte eine anonyme Quelle: „If one man in German intelligence ever held the keys to victory in World War II, it was Wilhelm Tranow“ (deutsch: „Falls ein Mann in der deutschen Aufklärung jemals die Schlüssel zum Sieg im Zweiten Weltkrieg in Händen gehalten hat, dann war es Wilhelm Tranow“).

## Gliederung
Nach dem Ende des Ersten Weltkriegs und dem Wiedererstarken der Seekriegsleitung gehörte der B-Dienst inkl. des E-Dienstes erst als ein Generalreferat Funkaufklärung der Abteilung 3/Skl zur Dienststelle Chef des Marinekommandoamtes beim OKM. Zusätzlich gab es noch die Generalreferate Fremde Marinen und Marinenachrichtenübermittlungsdienst.
Im Januar 1940 erfolgte eine Umbildung. Das Generalreferat Marinenachrichtenübermittlungsdienst wurde aus 3/Skl herausgelöst und der neu gebildeten Abteilung Marinenachrichtendienst (2/Skl) zugeschlagen. Gemeinsam mit dem anderen Generalreferat Fremde Marinen wurde die neue Abteilung Marinenachrichtenauswertung (3/Skl) aufgestellt.
Im Laufe des Kriegs erfolgte im Juni 1941 abermals eine Umgliederung und die Funkaufklärung wurde von 3/Skl zur Abteilung Marinenachrichtendienst (2/Skl) verschoben. Es folgte ein Aufbau zur Abteilung.
Ab März 1943 firmierte mit der Eingliederung der U-Bootsführerabteilung in die Skl der Marinenachrichtendienst als 4/Skl und die Abteilung Funkaufklärung erhielt fortan die Bezeichnung 4/Skl III.